# 巴氏鏢鱸
巴氏鏢鱸為輻鰭魚綱鱸形目鱸亞目河鱸科的其中一種，分布於美國田納西州及肯塔基州的Green河流域，體長可達6公分，棲息在沿石底質的水塘、溪流，屬肉食性，以水生昆蟲為食。